# Gabor Dessau
Gabor Dessau (* 27. Juni 1907 in Perugia; † 16. November 1983 in Pisa) war ein italienischer Mineraloge.
Gabor Dessau, Sohn des aus Deutschland stammenden Physikers Bernardo Dessau und der Malerin Emma Dessau-Goitein aus der weitverzweigten Rabbiner- und Gelehrtenfamilie Goitein, studierte seit 1924 in Pisa und Rom Bergbauwesen und arbeitete nach seiner Promotion 1929 in Rom einige Jahre am Mineralogischen Institut der Technischen Hochschule Berlin. 1945 bis 1949 war er technischer Berater der UNESCO in Haifa. 1951 bis 1955 war er Professor („professore incaricato“) für Lagerstättenwesen an der Universität Neapel, 1957 bis 1959 und seit 1961 an der Universität Pisa. Von 1960 bis 1962 forschte er als Research Fellow an der Harvard University.
Nach ihm wurde das Mineral Dessauit-(Y) benannt.